# Krithe trinidadensis
Krithe trinidadensis is een mosselkreeftjessoort uit de familie van de Krithidae. De wetenschappelijke naam van de soort is voor het eerst geldig gepubliceerd in 1958 door Bold.